# Zaluzianskya sutherlandica
Zaluzianskya sutherlandica är en flenörtsväxtart som beskrevs av O.M. Hilliard. Zaluzianskya sutherlandica ingår i släktet Zaluzianskya och familjen flenörtsväxter. Inga underarter finns listade i Catalogue of Life.